# Parlamentswahl in Italien 1892
- Estrema
Sinistra: 56
- Sinistra: 323
- Sonst.: 36
- PLC: 93

Die Parlamentswahl in Italien 1892 fand am 6. November und am 13. November 1892 statt.
Die Legislaturperiode des gewählten Parlaments dauerte vom 23. November 1892 bis zum 8. März 1895.

## Ergebnisse
2.934.445 Personen (9,4 % der Bevölkerung) besaßen das Wahlrecht. Davon beteiligten sich 1.639.298 (55,9 %) an der Wahl.
| Partei                          | Anzahl der Stimmen | %      | Mandate |
| ------------------------------- | ------------------ | ------ | ------- |
| Historische Linke               | 1.075.244          | 63,6 % | 323     |
| Partito Liberale Costituzionale | 309.873            | 18,3 % | 93      |
| Partito della Democrazia        | 186.263            | 11,0 % | 56      |
| Sonstige                        | 120.224            | 7,1 %  | 36      |
| Insgesamt                       | 1.693.298          | 100    | 508     |